# La Raya de Santa María
La Raya de Santa María è un comune (corregimiento) della Repubblica di Panama situato nel distretto di Santiago, provincia di Veraguas. Si estende su una superficie di 107,6 km² e conta una popolazione di 3.268 abitanti (censimento 2010).